# لاکهید ال-۳۰۱
لاکهید ال-۳۰۱ (به انگلیسی: Lockheed L-301) یک هواگرد ساختِ کارخانهٔ لاکهید کورپوریشن در کشور ایالات متحده آمریکا است .